# Чаріті Адамс Ерлі
Чаріті Адамс Ерлі (англ. Charity Adams Earley; 5 грудня 1918 — 13 січня 2002) — офіцерка армії США. Вона стала першою афроамериканкою-офіцеркою Жіночого допоміжного армійського корпусу, і була командиром 6888-го батальйону Центральної поштової служби, який складався з афроамериканок, які служили за кордоном під час Другої світової війни. На момент завершення війни Адамс була афроамериканкою з найвищим рангом в армії.
30 листопада 2018 року на її честь у Форт-Лівенворті було встановлено пам'ятник. 2023 року Форт Грегг-Адамс був перейменований на честь Ерлі та генерал-лейтенанта Артура Дж. Грегга. Це перша в історії США військова база, яка носить імена афроамериканців.

## Молодість і освіта
Адамс народилася 5 грудня 1918 року в Кіттреллі (штат Північна Кароліна), і виросла у Колумбії (штат Південна Кароліна). Її батьки глибоко цінували освіту та були освіченими людьми. Її батько, який закінчив коледж, був священиком африканського методистського єпископату. Її мати була шкільною вчителькою. Адамс була старшою із чотирьох дітей. 1938 року вона закінчила середню школу імені Букера Т. Вашингтона та Університет Вілберфорса в Огайо за фахом математика та фізика. Під час навчання в Університеті Вілберфорс Чаріті Адамс Ерлі була посвячена у відділ бета-версії Delta Sigma Theta Sorority, Inc. Після закінчення навчання вона повернулася до Колумбії, де викладала математику в місцевій середній школі, одночасно навчаючись на ступінь магістра з психології в Університеті штату Огайо, здобувши ступінь магістра в 1946 році.

## Кар'єра
У липні 1942 року Адамс була зарахована до жіночого армійського допоміжного корпусу армії США (WAAC). Вона була першою афроамериканкою, яка стала офіцером WAAC. У той час армія США все ще була відокремлена, тому її помістили в роту з іншими жінками-офіцерами-афроамериканками та дислокували у Форт-Де-Мойн. У 1943 році її призначили керівником навчання в штабі бази.
На початку 1944 року Адамс була переведена на посаду офіцера управління Навчального центру, відповідального за підвищення ефективності та професійну підготовку. Вона також виконувала додаткові обов’язки, зокрема облік майна, та офіцер сумарного суду (розгляд дрібних правопорушень жінок).
У грудні 1944 року Адамс очолила єдину роту чорних WAC, яка коли-небудь служила за кордоном. Вони дислокувалися в Бірмінгемі (Велика Британія). Жінки почали спілкуватися з мешканцями міста і подолали упередження з обох боків. Адамс очолила відділ поштової довідкової служби. Іншою частиною її роботи було підняття морального духу жінок. Адамс досягла цього, створивши салони краси, де жінки могли розслабитися і поспілкуватися.
У березні 1945 року її призначили командиром першого батальйону афроамериканок, 6888-го батальйону Центральної поштової довідки. Спочатку вони були розміщені в Бірмінгемі. Через три місяці їх перевезли до Руана, Франція, а потім до Парижа. Вони відповідали за доставку мільйонів поштових відправлень солдатам під час Другої світової війни.
До завершення війни підполковник Адамс була найвищою афроамериканкою в армії. Наприкінці війни, коли її запитали про її новаторські досягнення, Адамс відповіла просто: «Я просто хотіла виконувати свою роботу». Після святкування перемоги вона залишила службу в 1946 році, щоб продовжити навчання.

### Боротьба із сегрегацією та расизмом в армії
Виросла на Півдні, Адамс зазнала труднощів сегрегації. Коли вона вступила до армії, вона все ще стикалася з дискримінацією, але не боялася говорити про це і боротися за десегрегацію в армії. Однією з перших битв Адамс за рівність була битва, коли армія запропонувала сегрегацію навчального полку. Коли їй запропонували очолити один із таких полків, вона відмовилася. Згодом армія вирішила відмовитися від створення окремих полків.
Іншим разом, коли генерал сказав: «Я пришлю сюди білого старшого лейтенанта, щоб він показав вам, як керувати цим підрозділом», тодішній майор Адамс відповів: «Тільки через мій труп, сер». За непокору наказам генерал погрожував їй військовим судом. Потім вона почала висувати проти нього звинувачення за використання «мови, що підкреслює расову сегрегацію» та ігнорування директиви штабу Альянсу. Вони обидва відмовилися від цієї справи, і генерал пізніше став поважати Адамса.
Коли Червоний Хрест спробував пожертвувати обладнання для нового окремого рекреаційного центру, Адамс відмовилася, оскільки її підрозділ ділив рекреаційний центр з білими підрозділами.
Адамс заохочувала свій батальйон спілкуватися з білими чоловіками, які поверталися з фронту, і навіть з місцевими жителями, де б вони не дислокувалися. Вона хотіла створити товариські стосунки між солдатами та офіцерами і послабити напруженість, викликану расизмом.

### Вихователь
Після служби в армії вона здобула ступінь магістра психології в Університеті штату Огайо. Далі вона працювала в Управлінні у справах ветеранів у Клівленді, штат Огайо, але незабаром пішла, щоб викладати в Академії образотворчих мистецтв Міллера. Вона переїхала до Нашвілла та працювала директором відділу студентського персоналу в коледжі A&amp;I Теннессі. Потім вона переїхала до Джорджії та стала директором відділу студентського персоналу та асистентом професора освіти в коледжі штату Джорджія. Пізніше вона була членом опікунської ради в Громадський коледж Сінклера в Дейтоні, штат Огайо. На її честь Державні школи Дейтона також назвали одну зі своїх шкіл «Благодійною академією дівчат Адамса Ерлі».

### Громадські роботи
Більшу частину післявоєнного життя Адамс присвятила громадській діяльності. Вона працювала в Раді директорів Dayton Power and Light, Управління житлового будівництва Дейтонського метрополітену, Дейтонської оперної компанії, Ради керуючих Американського Червоного Хреста та Опікунської ради Сінклерського громадського коледжу. Вона була волонтеркою для таких організацій, як Об'єднаний шлях, Фонд освіти для афроамериканців, Національна міська ліга та Християнська асоціація молодих жінок. Вона також була співкерівницею Програми розвитку темношкірих лідерів та лідерок.

## Особисте життя
У 1949 році Адамс одружилася зі Стенлі А. Ерлі-молодшим. Вони на деякий час переїхали до Швейцарії, поки Стенлі закінчив медичну школу. Вони повернулися до США в 1952 році і оселилися в Дейтоні де Стенлі працював лікарем. У них було двоє дітей, Стенлі III і Джудіт Ерлі.
Адамс померла 13 січня 2002 року в Дейтоні у віці 83 років.

## Нагороди та відзнаки
Адамс отримала багато відзнак і нагород, у тому числі «Жінка року» від Національної ради негрів у 1946 році, «Десять найкращих жінок долини Маямі» від Dayton Daiton News у 1965 році та нагороду «За службу громаді» від Сенату штату Огайо в 1989 році. У 1987 році вона отримала нагороду Senior Citizens Gold Watch Award. У 1982 році вона була включена до списку 110 найважливіших темношкірих жінок Смітсонівського інституту в історії. У 1979 році вона була введена до Зали слави жінок Огайо та Зали слави ветеранів Огайо у 1993 році. У 1991 році Рада уповноважених округу Монтгомері внесла її до Чорного залу слави Південної Кароліни та назвала її громадянкою року. У 1997 році Адамс був включений до календаря BellSouth African-American History.
У 1991 році вона також отримала почесні докторські ступені Університету Вілберфорса та Університету Дейтона.
Державні школи Дейтона назвали одну зі своїх початкових шкіл для дівчаток на її честь («Благодійна Академія дівчат Адамса Ерлі»).
8 серпня 2022 року Комісія з імен Міністерства оборони США внесла рекомендації щодо зміни назв армії США для об'єктів, названих на честь солдатів Конфедерації. Серед них було те, що Форт Лі, штат Вірджинія, має бути перейменовано у Форт Грегг-Адамс на честь генерал-лейтенанта Артура Дж. Грегга та підполковника Чаріті Адамса Ерлі. 6 жовтня 2022 року міністр оборони Ллойд Остін прийняв рекомендацію та наказав, щоб зміна імені відбулася не пізніше 1 січня 2024 року. Офіційна зміна назви відбулася 27 квітня 2023 року.
У фільмі 2024 року «Шість потрійних вісімок» Адамса зіграла Керрі Вашингтон.

## Праці
- Earley, Charity Adams (1989). One Woman's Army: A Black Officer Remembers the WAC. Texas A&M University Press. ISBN 0890963754. OCLC 88020181.